# Rio Deluşelu
O Rio Deluşelu é um rio da Romênia, afluente do Rio Voineşiţa, localizado no distrito de Vâlcea.